# Szathmáry Aranka
Szathmáry Aranka, névváltozatok: Szatmári, Szatmáry (Budapest, 1900 – 1961 után) énekesnő.

## Családja
Régi színészcsalád sarja. Dédapja Szathmáry Dániel, dédanyja a Nemzeti Színház nagy Szathmárynéja Farkas Lujza, nagyatyja Szathmáry Károly, a Nemzeti Színház művésze, nagyanyja Pajor Emília, a magyar színészet hőskorának egyik legnagyobb énekesnője volt. Férje Vándor (Breitfeld) Kálmán újságíró, akivel 1921-ben Sopronban kötött házasságot, fia ifj. Vándor Kálmán újságíró.

## Életútja
Szathmáry Aranka operákban és operettekben aratott nagy sikereket, de hangversenyeken is szép sikerekkel szerepelt. Három évi művészi szereplés után a színpadot és a hangversenydobogót felcserélte a családi tűzhellyel és Vándor Kálmánnak, a Nemzeti Színház nagysikerű szerzőjének felesége lett. Ezután nyilvánosan nem szerepelt egy darabig, majd 1931-ben két nagysikerű hangversenyt is adott. Főbb szerepei voltak: Hoffmann meséi, Sibill, Cigánybáró, János vitéz, Cornevillei harangok, Víg özvegy stb. című operettekben és számos operában is. 1933 és 1961 között a Magyar Állami Operaház tagja volt.